# Hypolycaena umbrosa
Hypolycaena umbrosa är en fjärilsart som beskrevs av Butler 1885. Hypolycaena umbrosa ingår i släktet Hypolycaena och familjen juvelvingar. Inga underarter finns listade i Catalogue of Life.